# Dagmar Roth-Behrendt
Dagmar Roth-Behrendt (Ehename Dagmar Reichenbach; * 21. Februar 1953 in Frankfurt am Main) ist eine deutsche Politikerin (SPD). Sie war unter anderem von  2004 bis 2007 und von 2009 bis 2012 Vizepräsidentin des Europäischen Parlaments.

## Leben
Nach dem Abitur im Jahr 1971 in Friedberg (Hessen) absolvierte Dagmar Roth-Behrendt ein Studium der Rechtswissenschaft an der Philipps-Universität Marburg, das sie 1977 mit dem ersten juristischen Staatsexamen beendete. Nach dem Referendariat legte sie 1979 auch das zweite Staatsexamen ab und war anschließend als Rechtsanwältin in Berlin tätig. Später war sie Referentin in der Senatskanzlei des Regierenden Bürgermeisters von Berlin. Sie ist mit dem Volkswirt Horst Reichenbach verheiratet.

## Abgeordnete
Dagmar Roth-Behrendt gehörte von 1985 bis 1989 der Bezirksverordnetenversammlung des Berliner Bezirks Spandau an.
Im Jahr 1989 wurde sie zum Mitglied des Europäischen Parlaments gewählt, dem sie bis 2014 angehörte. Dort war sie von 1989 bis 2004 Sprecherin der SPE-Fraktion für Umwelt-, Verbraucher- und Gesundheitspolitik und von 2004 bis 2007 sowie von 2009 bis 2012 Vizepräsidentin des Europäischen Parlaments. Von 2007 bis 2009 leitete sie die von der Konferenz der Fraktionsvorsitzenden im Europaparlament eingerichtete hochrangige Arbeitsgruppe zur Reform des Europäischen Parlaments. Sie war Berichterstatterin für die Überarbeitung der Richtlinie zu Medizinprodukten im Europäischen Parlament.
Dagmar Roth-Behrendt war Mitglied im Ausschuss für Umweltfragen, Volksgesundheit und Lebensmittelsicherheit und stellvertretendes Mitglied im Rechtsausschuss. 1997 war sie Vorsitzende des Untersuchungsausschusses zur BSE-Krise.
Sie erhielt am 23. April 2009 das Verdienstkreuz 1. Klasse des Verdienstordens der Bundesrepublik Deutschland.
Zur Europawahl 2014 verzichtete Roth-Behrendt auf eine erneute Kandidatur. Seit Juli 2016 ist sie auch in der Ethikkommission der Europäischen Kommission tätig.

## Mitgliedschaften
Dagmar Roth-Behrendt ist Mitglied der Europa-Union Parlamentariergruppe Europäisches Parlament.